# Bedri Baykam
Bedri Baykam (Ankara, 1957) è un pittore e scrittore turco.
Bedri Baykam è un pittore di fama internazionale, ha tenuto la sua prima esposizione all'età di sei anni e successivamente in varie parti del mondo, e uno scrittore, ha al suo attivo 23 libri tra saggi e narrativa.
Tra le sue opere più famose va ricordato il romanzo Sex (2000), censurato in Turchia subito dopo la pubblicazione per i contenuti ritenuti scandalosi e osceni.